# گنجشک‌مانندان
گنجشک‌مانندان (به لاتین: Passerae)، یک " خردرده" از پرندگان در آرایه‌شناسی سیبلی-آلکیست پرندگان بودند. این آرایه یک تغییر در موضوع " نزدیک‌گنجشک‌هاً است، پرندگانی که اعتقاد بر این است که - و اغلب هنوز هم هستند - از بستگان نزدیک گنجشک‌سانان (پرندگان شاخه‌نشین دربر گیرندهٔ پرندگان آوازخوان) هستند. این آرایه پیشنهادی به‌طور کلی توسط تجزیه و تحلیل‌های شاخه‌بندی بعدی رد شد.
به گفته سیبلی و آلکیست، آنها شامل بالاراسته‌ها و راسته‌های زیر هستند:
- بالاراستهٔ کوکوریختان
  - راستهٔ کوکوسانان
- بالاراستهٔ طوطی‌ریختان
  - راستهٔ طوطی‌سانان
- بالاراستهٔ بادخورک‌ریختان
  - راستهٔ بادخورک‌سانان
  - راستهٔ مرغ مگس‌سانان
- بالاراستهٔ جغدریختان
  - راستهٔ موزخوارسانان
  - راستهٔ جغدسانان[۱]
- بالاراستهٔ گنجشک‌ریختان
  - راستهٔ کبوترسانان
  - راستهٔ کلنگ‌سانان
  - راستهٔ لک‌لک‌سانان[۲]
  - راستهٔ گنجشک‌سانان

راسته‌های قابل‌توجهی که به‌طور سنتی «نزدیک گنجشک‌سان» در نظر گرفته می‌شوند، اما در گنجشک‌سانان طبقه‌بندی سیبلی-آلکیست قرار نگرفته‌اند، عبارتند از: موش‌مرغ‌سانان، سبزقباسانان، دارکوب‌سانان و لانه‌کن‌سانان.
در حالی که طبقه‌بندی سیبلی-الکیست قطعاً نمایانگر تلاشی تاریخی است و دارای نقاط قوتی است (یعنی شناخت Galloanserae)، اساساً همه‌چیز دربارهٔ این «خردرده» امروزه به عنوان یک داستان کاملاً تخیلی در نظر گرفته می‌شود که توسط مشکلات روش‌شناختی و تحلیلی فنتیک به وجود آمده‌است. تجزیه و تحلیل دورگه‌سازی دی‌ان‌ای-دی‌ان‌ای «Passerae» یکی از جدی‌ترین پیشنهادهای سیستماتیک در پرنده‌شناسی نوین ناقص است، که شاید تنها با این پیشنهاد (براساس تحلیل‌های کلادستیک اولیه) رقابت می‌کند که Hesperornithes، Gaviiformes و Podicipediformes یک گروه تک‌تباری را تشکیل می‌دهند. با این حال، "Passerae" در گسترهٔ نادرستی خود، در پرنده‌شناسی پس از لینه تنها با "آرایه‌های" مبتنی بر بوم‌ریخت‌شناسی چارلز لوسین ژول لوران بناپارت Conspectus Generum Avium در میانهٔ سدهٔ نوزدهم هماهنگی دارد.

## ابطال
مطالعات بعدی هیچ‌یک از راسته‌های موجود در "Passerae" را به ویژه نزدیک گنجشک‌سان در نظر نمی‌گیرند. و به استثنای کبوترسانان که تاریخچه تکاملی آنها تقریباً تا سال ۲۰۰۷ شناخته نشده‌است، همه "Passerimorphae" به‌طور جهانی تقریباً به همان اندازه که یک نوپرندگان ممکن است از Passeriformes دور باشد در نظر گرفته می‌شود. "لک‌لک‌سانان" همه‌جانبه توسط علم نوین رد شده‌است، مانند گروه‌بندی جغدها و شبگردها به استثنای بادخورک‌ها و مرغ‌های مگس، که علاوه بر این، برای توجیه رفتار به عنوان راسته‌های متمایز ارتباط چندانی وجود ندارد. رابطه نزدیک موزخوارسانان و جغدها، در حالی که هیچ‌یک از این دو گروه کاملاً در رده‌بندی پرندگان قرار ندارند، نیز بسیار مشکوک است.
اکنون، نزدیک‌ترین خویشاوندان زنده گنجشک‌ساندارکوب‌سانان و پس از آن سبزقباسانان هستند. هیچ‌یک از این دو در «Passerae» قرار نگرفتند. موش‌مرغ‌سانان و لانه‌کن‌سانان، در حالی که روابط نامشخصی در میان «پرندگان زمینی بالاتر» دارند، همچنین کاندیدایی برای گنجاندن در یک بالاراسته «نزدیک گنجشک‌سان» هستند. تا اینجا، در واقع دشوار است که دربارهٔ روابط پرندگان شاخه‌نشین نسبت به طبقه‌بندی سیبلی-آلکیست درستی کمتری داشته باشیم.
خردرده‌ها (Parvclasses) به‌طور کلی در رده‌بندی نوین پرنده‌شناسی به کار نمی‌روند، زیرا درک رابطه نومرغان به جایی نرسیده‌است که استفاده از چنین رتبه آرایه‌شناختی معقول به نظر برسد.